# Tecticrater compressa
Tecticrater compressa es una especie de molusco gasterópodo de la familia Lepetellidae.

## Distribución geográfica
Se encuentra  en Nueva Zelanda.